# Vasselay
Vasselay est une commune française, située dans l'arrondissement de Bourges, dans le département du Cher, en région Centre-Val de Loire.

## Géographie

### Localisation
Vasselay est une commune périurbaine berrichonne jouxtant par le nord Bourges.
Elle se trouve dans l'aire d'attraction de Bourges, ainsi que dans la zone d'emploi et dans le bassin de vie de cette ville.

### Communes limitrophes
Les communes limitrophes sont  Bourges, Fussy, Saint-Doulchard, Saint-Georges-sur-Moulon, Saint-Martin-d'Auxigny et Saint-Éloy-de-Gy.

### Hydrographie

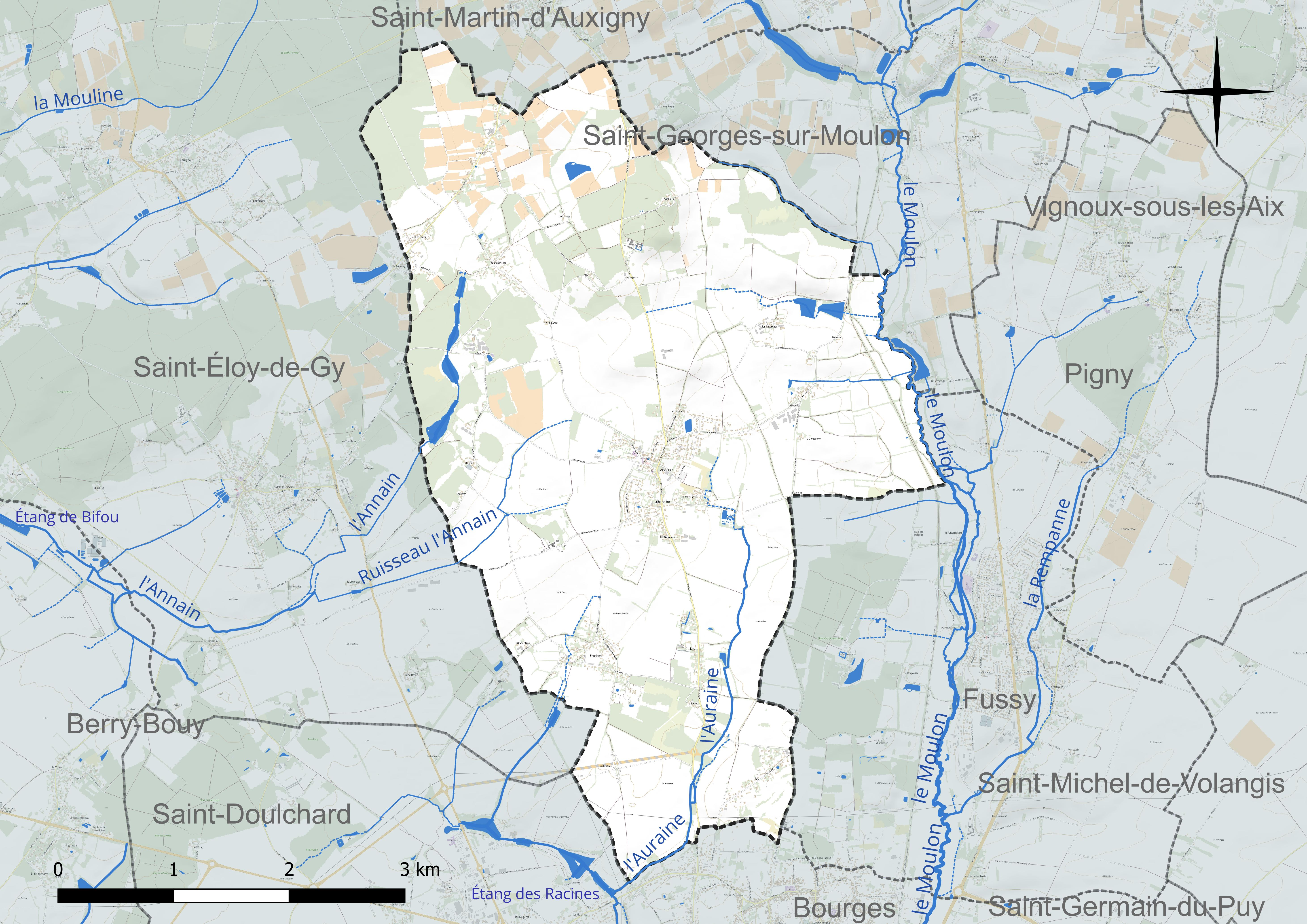
Carte hydrographique de la commune.

La commune est limitée à l'est par le lit de la Remplanne.
D'autres cours d'eau drainent la commune, dont l'Auraine.

### Climat
Pour des articles plus généraux, voir Climat du Centre-Val de Loire et Climat du Cher.
En 2010, le climat de la commune est de type climat océanique dégradé des plaines du Centre et du Nord, selon une étude du CNRS s'appuyant sur une série de données couvrant la période 1971-2000. En 2020, Météo-France publie une typologie des climats de la France métropolitaine dans laquelle la commune est exposée à un climat océanique altéré et est dans la région climatique Centre et contreforts nord du Massif Central, caractérisée par un air sec en été et un bon ensoleillement.
Pour la période 1971-2000, la température annuelle moyenne est de 11 °C, avec une amplitude thermique annuelle de 15,6 °C. Le cumul annuel moyen de précipitations est de 765 mm, avec 11,5 jours de précipitations en janvier et 7,3 jours en juillet. Pour la période 1991-2020, la température moyenne annuelle observée sur la station météorologique la plus proche, située sur la commune de Bourges à 8 km à vol d'oiseau, est de 12,1 °C et le cumul annuel moyen de précipitations est de 742,7 mm,. Pour l'avenir, les paramètres climatiques de la commune estimés pour 2050 selon différents scénarios d'émission de gaz à effet de serre sont consultables sur un site dédié publié par Météo-France en novembre 2022.

## Urbanisme

### Typologie
Au 1er janvier 2024, Vasselay est catégorisée bourg rural, selon la nouvelle grille communale de densité à 7 niveaux définie par l'Insee en 2022.
Elle est située hors unité urbaine. Par ailleurs la commune fait partie de l'aire d'attraction de Bourges, dont elle est une commune de la couronne,. Cette aire, qui regroupe 111 communes, est catégorisée dans les aires de 50 000 à moins de 200 000 habitants,.

### Occupation des sols

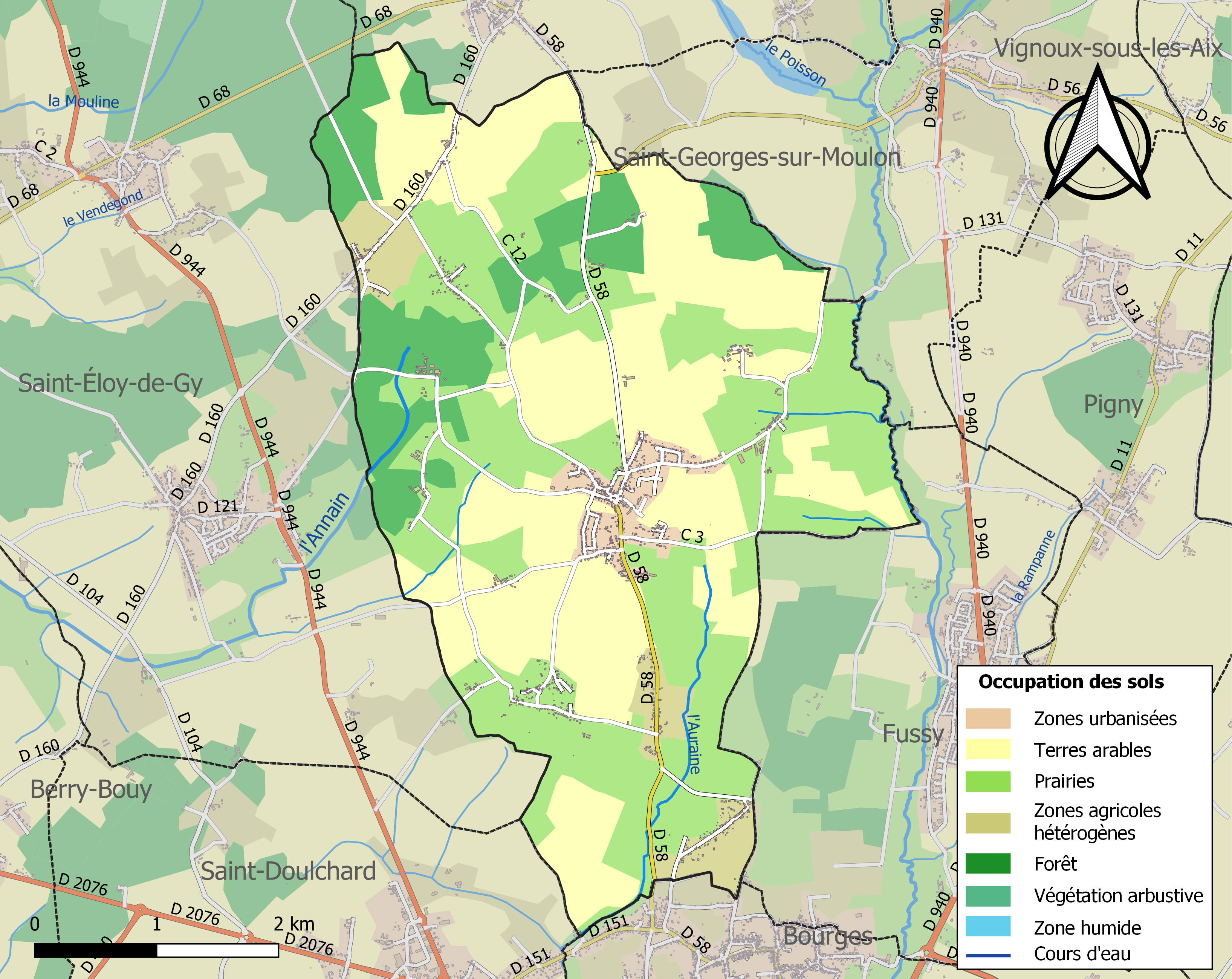
Carte des infrastructures et de l'occupation des sols de la commune en 2018 (CLC).

L'occupation des sols de la commune, telle qu'elle ressort de la base de données européenne d’occupation biophysique des sols Corine Land Cover (CLC), est marquée par l'importance des territoires agricoles (82,8 % en 2018), en diminution par rapport à 1990 (84,7 %). La répartition détaillée en 2018 est la suivante : 
prairies (38,2 %), terres arables (33 %), forêts (13,8 %), cultures permanentes (6,6 %), zones agricoles hétérogènes (5 %), zones urbanisées (3,4 %).
L'évolution de l’occupation des sols de la commune et de ses infrastructures peut être observée sur les différentes représentations cartographiques du territoire : la carte de Cassini (XVIIIe siècle), la carte d'état-major (1820-1866) et les cartes ou photos aériennes de l'IGN pour la période actuelle (1950 à aujourd'hui).

### Lieux-dits, hameaux et écarts
La commune compte plusieurs hameaux et écarts : Nohant, le Buisson, Coulaire, les Clous, le Bois Milieu, Les Patureaux, la Breuille, Fontland et Jou.

### Habitat et logement
En 2021, le nombre total de logements dans la commune était de 693, alors qu'il était de 595 en 2016 et de 505 en 2011.
Parmi ces logements, 93,2 % étaient des résidences principales, 1,9 % des résidences secondaires et 4,9 % des logements vacants. Ces logements étaient pour 97,9 % d'entre eux des maisons individuelles et pour 1,8 % des appartements.
Le tableau ci-dessous présente la typologie des logements à Vasselay en 2021 en comparaison avec celle du Cher et de la France entière. Une caractéristique marquante du parc de logements est ainsi la faible proportion des résidences secondaires et logements occasionnels (1,9 %) par rapport au département (7,6 %) et à la France entière (9,7 %).
| Typologie                                               | Vasselay | Cher | France entière |
| ------------------------------------------------------- | -------- | ---- | -------------- |
| Résidences principales (en %)                           | 93,2     | 79,6 | 82,2           |
| Résidences secondaires et logements occasionnels (en %) | 1,9      | 7,6  | 9,7            |
| Logements vacants (en %)                                | 4,9      | 12,8 | 8,1            |

### Risques naturels et technologiques
Le territoire de la commune de Vasselay est vulnérable à différents aléas naturels : météorologiques (tempête, orage, neige, grand froid, canicule ou sécheresse), mouvements de terrains et séisme (sismicité faible). Un site publié par le BRGM permet d'évaluer simplement et rapidement les risques d'un bien localisé soit par son adresse soit par le numéro de sa parcelle.

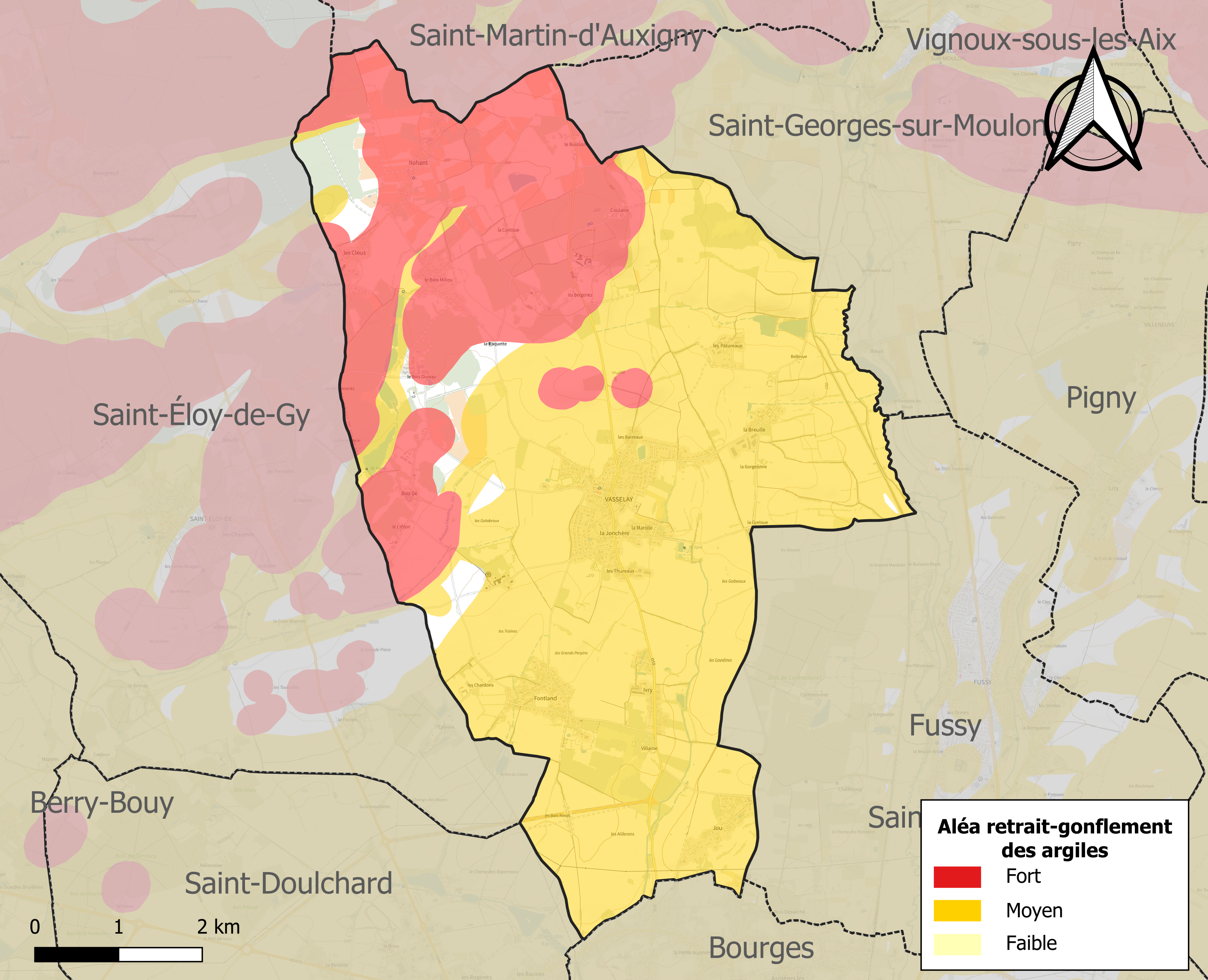
Carte des zones d'aléa retrait-gonflement des sols argileux de Vasselay.

La commune est vulnérable au risque de mouvements de terrains constitué principalement du retrait-gonflement des sols argileux. Cet aléa est susceptible d'engendrer des dommages importants aux bâtiments en cas d’alternance de périodes de sécheresse et de pluie. 95,7 % de la superficie communale est en aléa moyen ou fort (90 % au niveau départemental et 48,5 % au niveau national). Sur les 619 bâtiments dénombrés sur la commune en 2019, 617 sont en aléa moyen ou fort, soit 100 %, à comparer aux 83 % au niveau départemental et 54 % au niveau national. Une cartographie de l'exposition du territoire national au retrait gonflement des sols argileux est disponible sur le site du BRGM,.
Concernant les mouvements de terrains, la commune a été reconnue en état de catastrophe naturelle au titre des dommages causés par la sécheresse en 1989, 1992, 2002, 2006, 2011, 2018 et 2019 et par des mouvements de terrain en 1999.

## Toponymie
Bas latin Vassilliacus. Vassillius, nom de personne d’origine gauloise, et suffixe de possession acus.

Vassalaicum, 983 (Cartulaire de l'abbaye Saint-Sulpice de Bourges, charte 10, p. 48) ; Terram de Wasselaio, 1164 (Archives départementales du Cher -8 G 1464, bulle d’Alexandre III) ; Et quicquid habuit Bartholomeus Asalit in parochia Vassalaicum, vers 1190 (Cartulaire de Saint-Sulpice de Bourges, charte 71, p. 149) ; Vasselai, In Parochia de Vasselaio, mai 1216 (Archives Départementales du Cher-14 G 2, testament d’Eudes Trousseau) ; Vasseleium, 1235 (Archives Départementales du Cher-4 H, abbaye Saint-Sulpice de Bourges) ; Vacellaium, 1247 (Archives Départementales du Cher-12 H, abbaye Saint-Ambroix de Bourges) ; Parrochia de Vassalaio, 1254 (Archives Départementales du Cher-14 G, chapitre Saint-Ursin de Bourges) ; Vassellagium, 1255 (Archives Départementales du Cher-8 G, chapitre de la Sainte-Chapelle de Bourges) ; Parrochia de Vaxelaio, 1301 (Archives Départementales du Cher-8 G, chapitre Saint-Étienne de Bourges) ; Parrochia de Vasselaio, 1357 ; Hommage des cens qu’il a en la parroisse de Vasselay, mouvant de la Grosse Tour de Bourges, rendu à Charles, duc de Berry, frère du Roy, par David Chambellan, licencié ès lois, conseiller et garde des sceaux du duc, 16 novembre 1462 (Archives Nationales-P 13, n° 381) ; Vassellay en Berry, mars 1485 (Archives Nationales-JJ 216, n° 5, fol. 2 v°) ; Vassellay, 1491 (Archives Départementales du Cher-8 G, chapitre de la Sainte-Chapelle de Bourges) ; Vasselay, mai 1491 (Archives Nationales-JJ 225, n° 1125, fol. 234) ; Vasselay, 14 novembre 1788 (Archives Départementales du Cher-C 1109, Élection de Bourges) ; Vasselay, XVIIIe s. (Carte de Cassini).

## Histoire
On trouve trace d'une école à Chasselay dès 1845. Vingt-cinq élèves y étaient scolarisés.

## Politique et administration

### Rattachements administratifs et électoraux

#### Rattachements administratifs
La commune se trouve dans l'arrondissement de Bourges du département de du Cher.
Elle faisait partie depuis 1817 du canton de Saint-Martin-d'Auxigny. Dans le cadre du redécoupage cantonal de 2014 en France, cette circonscription administrative territoriale a disparu, et le canton n'est plus qu'une circonscription électorale.

#### Rattachements électoraux
Pour les élections départementales, la commune fait partie depuis 2014 d'un nouveau canton de Saint-Martin-d'Auxigny porté de 11 à 15 communes.
Pour l'élection des députés, elle fait partie de la première circonscription du Cher.

### Intercommunalité
Vasselay était le siège de la communauté de communes en Terres vives, un établissement public de coopération intercommunale (EPCI) à fiscalité propre créé en 1994 et auquel la commune avait transféré un certain nombre de ses compétences, dans les conditions déterminées par le code général des collectivités territoriales.
Dans le cadre des dispositions de la loi portant nouvelle organisation territoriale de la République du 7 août 2015, qui prévoit que les établissements publics de coopération intercommunale (EPCI) à fiscalité propre doivent avoir un minimum de 15 000 habitants, cette intercommunalité a fusionné avec ses voisines pour former, le 1er janvier 2017, la communauté de communes Terres du Haut Berry, dont est désormais membre la commune.

### Liste des maires
| Période                                  | Période                   | Identité        | Étiquette | Qualité                                      |
| ---------------------------------------- | ------------------------- | --------------- | --------- | -------------------------------------------- |
| Les données manquantes sont à compléter. |                           |                 |           |                                              |
|                                          |                           |                 |           |                                              |
| mars 2001                                | 2014                      | Bernard Louis   |           | Enseignant au collège Jules-Verne de Bourges |
| 2014                                     | février 2023              | Michel Audebert |           | Ancien employé Démissionnaire                |
| février 2023,                            | En cours (au 10 mai 2024) | Jean-Luc Léger  |           | cadre technique retraité                     |

## Équipements et services publics

### Enseignement
Vasselay compte une école publique, le groupe scolaire Bernard-Louis, qui scolarise en 2023/24 190 élèves répartis en six classes et une école privée, l'école Sainte Solange. Elle se partagent la cantine.

## Population et société

### Démographie
L'évolution du nombre d'habitants est connue à travers les recensements de la population effectués dans la commune depuis 1793. Pour les communes de moins de 10 000 habitants, une enquête de recensement portant sur toute la population est réalisée tous les cinq ans, les populations de référence des années intermédiaires étant quant à elles estimées par interpolation ou extrapolation. Pour la commune, le premier recensement exhaustif entrant dans le cadre du nouveau dispositif a été réalisé en 2005.

En 2022, la commune comptait 1 569 habitants, en évolution de +10,49 % par rapport à 2016 (Cher : −2,48 %, France hors Mayotte : +2,11 %).
| 1793 | 1800 | 1806 | 1821 | 1831 | 1836 | 1841 | 1846 | 1851 |
| ---- | ---- | ---- | ---- | ---- | ---- | ---- | ---- | ---- |
| 950  | 751  | 874  | 852  | 980  | 887  | 918  | 854  | 922  |

| 1856 | 1861 | 1866 | 1872 | 1876 | 1881 | 1886 | 1891 | 1896 |
| ---- | ---- | ---- | ---- | ---- | ---- | ---- | ---- | ---- |
| 928  | 900  | 917  | 941  | 915  | 897  | 928  | 888  | 814  |

| 1901 | 1906 | 1911 | 1921 | 1926 | 1931 | 1936 | 1946 | 1954 |
| ---- | ---- | ---- | ---- | ---- | ---- | ---- | ---- | ---- |
| 778  | 789  | 729  | 630  | 603  | 606  | 533  | 545  | 557  |

| 1962 | 1968 | 1975 | 1982 | 1990  | 1999  | 2005  | 2006  | 2010  |
| ---- | ---- | ---- | ---- | ----- | ----- | ----- | ----- | ----- |
| 585  | 645  | 647  | 735  | 1 020 | 1 095 | 1 129 | 1 136 | 1 177 |

| 2015  | 2020  | 2022  | - | - | - | - | - | - |
| ----- | ----- | ----- | - | - | - | - | - | - |
| 1 410 | 1 528 | 1 569 | - | - | - | - | - | - |

### Manifestations culturelles et festivités
Fête patronale de la Saint-Vincent

## Culture locale et patrimoine

### Lieux et monuments

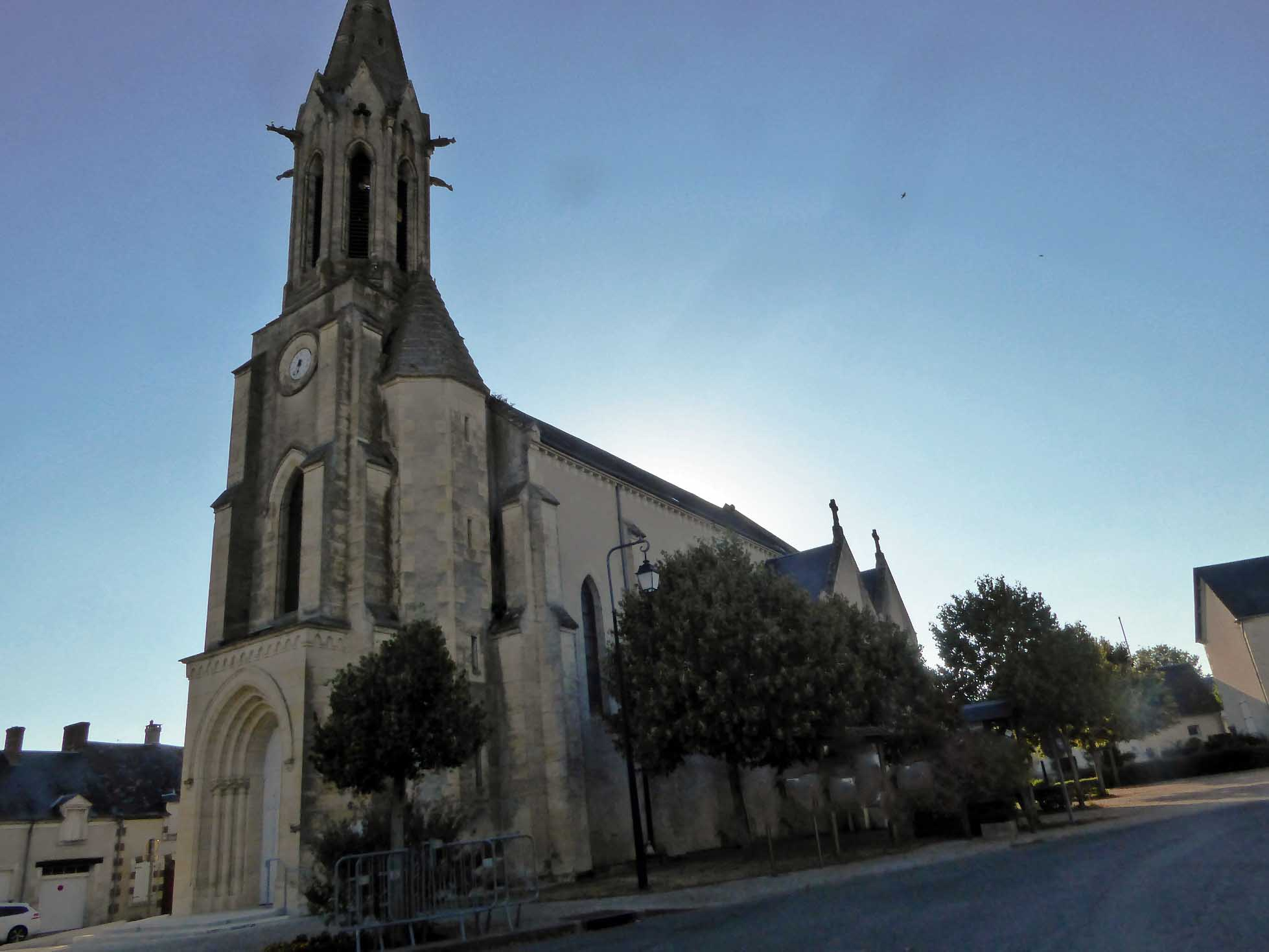
L'église.

- Église Saint-Julien.
- Château des Bertins.
- Château de la Brosse.
- Château de Puyvallée.

### Personnalités liées à la commune
- François Mitterrand, bien que natif de Jarnac, est relié à cette commune du Cher par ses ancêtres paternels qui y étaient vignerons jusqu'au XVIIIe siècle avant de s'installer à Bourges. Son père, employé des chemins de fer quittera le Berry pour s'installer en Charente, où naîtra François, le futur Président de la République. Plusieurs lieux-dits et hameaux portant le patronyme "Mitterrand" existent encore dans plusieurs villages au nord de Bourges.

### Héraldique
| Blason de Vasselay | Blason  | D'azur à l’église du lieu d'argent essorée de gueules et ajourée de sable, flanquée à senestre d'un clocher à bâtière d'argent, essoré de gueules, ouvert et ajouré de sable, sommé d'un coq de sable, le tout sur une terrasse de sinople chargée de trois croisettes latines de sable rangées en fasce. |
| Blason de Vasselay | Détails | Le statut officiel du blason reste à déterminer. |